# إسويط بتلري
إسويط بتلري (الاسم العلمي:Isoetes butleri) هو نوع من النباتات يتبع جنس المتسانية من فصيلة المتسانيات.